# Posse Cut
Ein Posse Cut ist ein Hip-Hop-Track, an dem sich mehrere verschiedene Rapper nacheinander beteiligen.
Posse Cuts sind eine sehr frühe Form des Hip-Hop-Tracks: In seiner Frühzeit waren Rap-Stücke oft live vorgetragene Freestyles, bei denen ein Rapper einige meist improvisierte Zeilen rappte, bevor er das Mikrofon an seinen Nebenmann abgab, der darauf eingehen musste. Der Prozess setzte sich fort, bis die gesamte Gruppe (Posse) eine Chance hatte, ihre Skills zu zeigen. Auch als die Szene das Medium Schallplatte für sich eroberte, waren viele klassische Tracks der Frühzeit Posse Cuts, ein bekanntes Beispiel ist Afrika Bambaataa & the Soul Sonic Forces Zulu Nation Throwdown.
In den 1980er Jahren etablierte sich der Posse Cut, indem er Rappern die Möglichkeit gab, ihre Freunde oder Gruppe vorzustellen. Gegen Ende der 1980er und zu Beginn der 1990er Jahre etablierten sich „All Star“-Cuts, bei denen sich Bekannte zusammentaten, um einander Respekt vor den Fertigkeiten des jeweils anderen zu bezeugen, oder um einen Aufruf an die Szene zu veröffentlichen. Bekanntes Beispiel aus der Zeit für eine gegenseitige Respektbekundung ist The Symphony: Organisiert und produziert von Marley Marl, traten Masta Ace, Craig G, Kool G Rap und Big Daddy Kane auf diesem Titel in Erscheinung. KRS-Ones „Stop the Violence“-Bewegung brachte KRS-One, Stetsasonic, Kool Moe Dee, MC Lyte, Just Ice, Doug E. Fresh, Heavy D, Public Enemy und Ms. Melodie für den Titel Self Destruction zusammen.
Seit den 1990ern werden Posse Cuts zunehmend genutzt, um Nachwuchsrapper zu promoten und vorzustellen. Nas’ 1991er Auftritt auf Main Sources Live at the Barbeque brachte diesem Ruhm und schuf einen Hype, der sich bis zum Release seines Debütalbums Illmatic 1994 fortsetzte. Busta Rhymes war zwar zuvor schon bekannter als Nas, sein Auftritt auf A Tribe Called Quests Scenario hatte aber ähnliche Effekte.
Meister des Posse Cuts in den 1990ern war der Wu-Tang Clan. Mit neun Mitgliedern und zahlreichen befreundeten Künstlern bestand ein Großteil ihrer Tracks aus Posse Cuts, darunter ihre erfolgreiche Debütsingle Protect Ya Neck. Der kommerziell erfolgreichste Posse Cut der Rapgeschichte war das Sechs-Minuten-Stück Triumph von 1997.

## Weitere bekannte Beispiele
Englisch:
- 2Pac: Got My Mind Made Up featuring Method Man, Redman & Tha Dogg Pound (All Eyez on Me, 1996)
- A Tribe Called Quest: Scenario featuring Leaders of the New School (The Low End Theory, 1991); Rock Rock Y'all featuring Mos Def, Jane Doe, Punchline & Wordsworth (The Love Movement, 1998)
- Craig Mack: Flava in Ya Ear (Remix) featuring Biggie Smalls, Busta Rhymes, Rampage & LL Cool J
- Dr. Dre: Some L.A. Niggaz featuring Defari, Xzibit, Knoc-Turn’al, Time Bomb, King Tee, & Kokane (2001, 1999)
- Eminem: Detroit vs. Everybody featuring Royce da 5′9″, Big Sean, Danny Brown, Dej Loaf & Trick-Trick (Shady XV, 2014)
- Fat Joe: John Blaze featuring Raekwon, Big Pun, Jadakiss & Nas (Don Cartagena, 1996)
- Heavy D: A Buncha Niggas featuring Biggie Smalls, Busta Rhymes, Guru, Rob-O & Third Eye (Blue Funk)
- Nas: Affirmative Action featuring Foxy Brown, Cormega & AZ (It Was Written, 1996)
- Sway & Tech: The Anthem featuring Chino XL, Eminem, Jayo Felony, Kool G Rap, KRS-One, Pharoahe Monch, RZA, Tech N9ne, und Xzibit (This or That, 1999)
- The Roots: The Session (The Longest Posse Cut in History) featuring Shorty No Mas, Pazi Plant, Mr. Manifest, Lord Akil & A.J. Shine (Organix, 1993)
- The West Coast Rap All-Stars: We’re All in the Same Gang featuring King Tee, Body & Soul, Def Jef, Michel’le, Tone Loc, Above the Law, Ice-T, Dr. Dre, MC Ren, J.J. Fad, Young MC, Digital Underground, Oaktown’s 3.4.7, MC Hammer & Eazy-E

Deutsch:
- Stieber Twins: 1000 MC's featuring Scope, Fast Forward, Aphroe, Tatwaffe & Curse
- Fettes Brot: Nordisch by Nature featuring Der Tobi & das Bo, Gaze Matratze, Jan Delay, MK Cram, Mario von Hacht, Tabula Rasa & Fischmob (Auf einem Auge blöd, 1995); Wildwechsel featuring Blumentopf, Maximillian, Spax, Der Tobi & Das Bo (Außen Top Hits, innen Geschmack, 1996)
- Taktloss: Keep It Real featuring Justus, Sido, Rhymin Simon, Collins, B-Tight, Frauenarzt, King Orgasmus One, MC Basstard, Martin B, s-rock, Ronald Mack Donald, Jack Orson (BRP 4 LIfe, 2000)
- Kool Savas: Der Beweis 2: Mammut RMX featuring Olli Banjo, Plan B, Maeckes, Caput, MoTrip, Ercandize, Kobra, Franky Kubrick, Sizzlac, Laas Unltd., Jifusi, Phreaky Flave, Amar, Germany, Favorite, Kaas, Vega (John Bello Story II, 2009)
- Schwartz: Leichenteile featuring Blokkmonsta, Dr. Faustus, Dr. Jekyll, Perverz, Rako, Frauenarzt, King Orgasmus One, Basstard, Medizinmann, Mr. Charlie, Jasha, Vero, Kalif, Sebar, Helle, Satam, Can Kee, Zebbo Krüger, 4.9.0 Friedhof Chiller, 4.9.0 Straßenspieler, Tarek, Basti_DNP, Timi Hendrix, Kralle, Big Derill Mack, Major McFly & Casper (Hurensohn Holocaust Zero, 2010)
- Casper: Auf und davon (Megamonstermix) featuring Prinz Pi, Montana Max, Felix von Kraftklub, Timi Hendrix, Maeckes, Bartek, Tua und Kaas von Die Orsons, Olson und Chakuza (Auf und davon – Single , 2011)
- Sido: 30-11-80 featuring Smudo, Bushido, Moses Pelham, Eko Fresh, Tarek von K.I.Z, Olli Banjo, B-Tight, Lakmann One, Laas Unltd., Nazar, Manny Marc, Blut und Kasse, Erick Sermon, MoTrip, Bass Sultan Hengzt, Afrob, Dr. Renz von Fettes Brot (30-11-80, 2013)
- Blokkmonsta: Blokkhaus Allstars featuring Ali As, Atillah 79, B-Lash, B-Tight, Capkekz, Crystal F, DCVDNS, Manny Marc, Dapharao, Greckoe, Helle, Herzog, Isar, Jasha, Jayson, Jope, Kontra K, Liquit Walker, Basstard, MC Bogy, O.G.P, Perverz, Prinz Pi, Rako, Rokko 81, Baba Saad, Schlafwandler, Schmaler Schatten, Schwartz, Serk, Sicc, Sinan-G, Skinny Al, Smoky, SpaceghostPurrp, Tamas, Toni der Assi, Uzi, Vero One, Vokalmatador (Blokkhaus, 2014)
- Audio88 & Yassin: Normale Freunde featuring Hiob, Sylabil Spill, JAW, Mädness, Dexter, El Ray, Rufmord3000, Döll, DCVDNS, Grim104, Morlockk Dilemma, Megaloh & Betty Ford Boys (Normaler Samt, 2015)
- Beginner (Jan Delay, Denyo, DJ Mad): Meine Posse feat. Samy Deluxe, Tropf & Meyerholz (Advanced Chemistry, 2016)